# Karl Simrock
Karl Joseph Simrock (Bonn, 1802. augusztus 28. – Bonn, 1876. július 18.) német irodalomtörténész és költő. 

## Életútja
1818-ban kezdet tanulni a Bonni Egyetemen. 1823-ben végezte Berlini egyetemen a jogi tanfolyamot és 1826-ban államszolgálatba lépett. Folyvást tanulmányozta az ó-német irodalmat; 1843-ban kiadta a Nibelung-ének fordítását. 1830-ban a francia júliusi forradalom egy dalra lelkesítette, mely miatt a Porosz Királyságot el kellett hagynia. 1850-ben a német nyelv és irodalma tanárának neveztetett ki Bonnba. A német hősmonda-kört alapos tudományossággal tanulmányozta.
Mint költő főleg a Rajna-vidék múltjából merített tárgyú balladáival keltett tetszést. Megpróbálta egységes époszba foglalni a keleti gótok mondakörének fennmaradt részleteit, de kevés sikerrel. Annál fontosabbak az elavult nyelvű régi német költemények, a Nibelung-ének, a Gudrun, az Edda, Walther von der Vogelweide mai német nyelvre való fordításai. Lefordította a Parsivalt, a Tristant és Shakespeare néhány darabját is. 1839-ben kezdte a „Deutsche Volksbücher“-t kiadni, melyből 1850-ig 32 darab jelent meg. Saját költeményei, melyek közül több dal, románc és ballada nagy népszerűségnek örvendett, 1844-ben jelentek meg Lipcsében.  